# La Novela Semanal
La Novela Semanal. Primera y única publicación en su género fue una publicación seriada de novelas cortas publicada en Buenos Aires entre los años 1917 y 1927. 

## Descripción
Esta publicación de novelas cortas se publicó semanalmente los días lunes entre los años 1917 y 1927. La época mientras salió corresponde al auge de las llamadas "novelas semanales", que existieron en Buenos Aires, como La Novela Porteña y que junto con adelantos técnicos que permiten la tirada masiva a bajo costo, buscaban dar difusión no solo a la literatura argentina sino también a jóvenes autores, al mismo tiempo que desarrollaban la lectura del público. En este sentido, La Novela Semanal fue la que tuvo mayor circulación y éxito dentro de esta corriente. Se llegaron a publicar unos 520 libros a lo largo de su extensa historia.
Sus directores fueron Miguel Sans y Armando del Castillo. Entre los autores que publicaron novelas cortas dentro de esta colección figuran: Enrique García Velloso, Hugo Wast, Enrique Larreta, Manuel Gálvez, Belisario Roldán, Ricardo Rojas, José Ingenieros, Alejandro Sux, Horacio Quiroga, Pedro Sondereguer, Benito Lynch, Julián de Charras, Carlos Muzzio Sáenz Peña, J. L. Fernández de la Puente, Elsa Norton, Julio Navarro Monzó, Miguel Roquendo, Julio del Romero Leyva, Antonio Juliá Tolrá, Leonor del R. De Orlandiz (Olga Wirtz), Atilio M. Chiáppori, Juan José de Soiza Reilly, y César Carrizo, entre otros muchos. 
El primer número salió publicado el 19 de noviembre de 1917. En el año 1923 se produjo un cambio, pasando del formato de novela semanal a magazine. En este cambio se incorpora una serie de secciones o comentarios de la actualidad, en los que se promueven reflexiones y debates de diversos temas. El último libro se publicó el 31 de octubre de 1927.